# 姜建華
姜 建華（きょう けんか、Jiang Jianhua、仮名転写:ジャン・ジェンホワ、1961年6月5日 - ）は中国出身の二胡演奏家。上海生まれ。

## 略歴
- 10歳のとき叔父から二胡を学ぶ。
- 1974年、北京中央音楽学院に入学、安如砺、玉蘭菘に師事。
- 1981年、中国全国器楽コンクールで、審査員の満場一致で第1等賞を受賞。
- 2003年、第17回日本ゴールドディスク大賞特別賞を受賞。
- 2007年、北京中央音楽学院教授に就任し、現在に至る。

現在、創造学園大学客員教授でもある。

## ディスコグラフィー
- <大人Best>西洋/姜建華Best　2009年
- <大人Best>東洋/姜建華Best　2009年
- Greensleeves　2005年
- 西洋/姜建華Best　2004年
- 西洋/姜建華Best　2004年
- 姜建華/DVD Ordio Surround　2004年
- Ocean Road To China　2003年
- 故郷熱情　2002年
- 二胡が奏でる日本の四季　2001年
- やすらぎの調べ～二胡の四季～　第1巻　やすらぎ　2001年